# خوان ديموستينس أروسيمينا
خوان ديموستينس أروسيمينا (بالإسبانية: Juan Demóstenes Arosemena)‏ (و. 1879 – 1939 م) هو سياسي من بنما ولد في مدينة بنما.